# الیانس ایرلاینز
الیانس ایرلاینز (به انگلیسی: Alliance Airlines) یک شرکت هواپیمایی با کد یاتا QQ است که در تاریخ ۵ آوریل ۲۰۰۲ میلادی تأسیس شده است. دفتر مرکزی الیانس ایرلاینز در بریزبن، کوئینزلند، استرالیا واقع شده‌است و به ۴۲ مقصد، پرواز مستقیم انجام می‌دهد.